# Лагутин (хутор)
Лагутин — хутор в Чернышковском районе Волгоградской области. Входит в состав Большетерновского сельского поселения. Население 35 человек (2010).

## История
Название произошло от фамилии первооснователя Лагутин.

## География
Населённый пункт расположен на Донской равнине на юго-западе области, возле административной границы с Обливским и Суровикинским районами, в 4 км западнее х. Большетерновой и находится на р. Чир.
Площадь — 5 га.
Уличная сеть состоит из одного географического объекта: ул. Речная.
Географическое положение
Расстояние до
центрас сельсовета хутора Большетерновой: 4 км.
районного центра Чернышковский: 16 км.
областного центра Волгоград: 156 км.
Ближайшие населённые пункты
Большетерновой 3 км, Рябовский 4 км, Малотерновой 4 км, Лобачев 5 км, Ярской 5 км, Синяпкинский 6 км, Макаровский 7 км, Средний Чир 7 км, Глухoмановский 7 км, Обливская 7 км, Северный 9 км

## Население
| 2010 |
| ---- |
| 35   |

Гендерный состав
По данным Всероссийской переписи населения 2010 года в гендерной структуре населения из 35 человек мужчин 18, женщин — 17 (51,4 и 48,6 соответственно).
Национальный состав
Согласно результатам переписи 2002 года, в национальной структуре населения
русские составляли 87 % из общей численности населения в 44 человек

## Инфраструктура
Действовал магазин.

## Транспорт
Дорога с твердым покрытием.
Ближайшая железнодорожная станция — остановочный пункт 200 километр, находится примерно в 2 км на северо-запад.